# 秋田市立城南中学校
秋田市立城南中学校（あきたしりつ じょうなんちゅうがっこう）は、秋田県秋田市楢山城南町にある公立中学校。略称は「城南」。
学校教育目標は「志と誇りをもち　主体的に行動する生徒の育成」。

## 立地・環境
秋田市南部にある金照寺山（標高56メートル）の一部を造成して建設したため、校舎は秋田市街を見下ろす高台に位置し、かつてはスキー場として利用されていた。周辺には秋田赤十字病院やJR東日本秋田総合車両センター南秋田センター、一つ森公園がある。
学校前にある平均斜度11度強、大きくS字をえがく全長100ｍ余りの坂を「城南坂」と呼んでいる。文字通り「心臓破りの坂」で通学時の難所だが、生徒にとっては絶好のトレーニング場でもあり、四季を通じて運動部員がこの坂を駆け登る姿が見られた。平成の新校舎建設の際、緩やかで歩きやすい坂に作り直された。
立地の関係で周辺は起伏が多く、体力を養う環境は豊富で、グランドから裏山を抜ける各種ランニングコース（通称 Aコース、Bコース等）や、新校舎建設以前のプール脇にあった、造成時に山を削った跡の急傾斜で高さ（校舎の2階程度）のある斜面は、学校関係者や生徒から、通称「アイガーの北壁」と呼ばれ、粘土質で足場の悪い壁面をよじ登って身体能力を鍛える生徒が少なからず存在した。
令和3年度の3月末にC棟の改修工事が終わり、技能教科の技術・家庭科、音楽図書室などの教室が綺麗になった。引越し作業は1・2年生の部活動所属生徒全員が行った。

## 沿革
- 1966年（昭和41年）
  - 4月1日 - 秋田市立仁井田中学校・同上北手中学校・同四ツ小屋中学校の三校を統合し、秋田市立城南中学校として創設。本部を上北手校舎に置き、生徒・職員は仁井田校舎、四ツ小屋校舎の三か所に分かれた形式統合で開校。生徒数671人。
  - 10月29日 - 校章・校歌制定
- 1967年（昭和42年）
  - 1月 - 新築校舎第一期工事完工。上北手校舎、四ツ小屋校舎は新校舎に移転
  - 12月 - 新築校舎第二期工事完工。仁井田校舎、新校舎に移転
- 1968年（昭和43年）
  - 10月 - 新築校舎第三期工事完工（体育館）
  - 11月2日 - 新校舎新築落成記念式典挙行
- 1971年（昭和46年）12月25日 - 立志の塔建設、除幕式挙行
- 1973年（昭和48年）7月18日 - プール完成、竣工式挙行
- 1974年（昭和49年）1月 - 社会科クラブが全国学芸コンクールで文部大臣賞を受賞（秋田県の公害について）
- 1975年（昭和50年）
  - 1月 - 社会科クラブが全国学芸コンクールで文部大臣賞を受賞（秋田県の出稼ぎについて）
  - 11月3日 - 全日本吹奏楽コンクール●銀賞受賞
- 1976年（昭和51年）
  - 1月 - 社会科クラブが全国学芸コンクールで総理大臣賞を受賞
  - 10月2日 - 創立10周年記念式典挙行
  - 10月 - 全日本吹奏楽コンクール●銅賞受賞
- 1977年（昭和52年）11月 - 全日本吹奏楽コンクール●銀賞受賞
- 1979年（昭和54年）5月21日 - 増築校舎竣工（音楽室、視聴覚室等）
- 1980年（昭和55年）11月2日 - 全日本吹奏楽コンクール●銀賞受賞
- 1983年（昭和58年）
  - 5月26日 - 日本海中部地震発生、屋内体育館床陥没、中校舎床亀裂
  - 11月 - 体育館床全面張替工事完工
- 1984年（昭和59年）3月31日 - 生徒数の過密解消のため、秋田市立御野場中学校が創立。学区の一部を分離し仁井田、四ツ小屋地区の生徒353名が転校。
- 1985年（昭和60年）
  - 8月24日 - 全国中学校新体操選手権大会●準優勝[3]
  - 9月27日 - 創立20周年記念式典挙行
  - 10月2日 - 創立20周年記念行事20キロウォーキング大会実施（学校〜雄和町林業試験場）
- 1992年（平成4年）
  - 3月19日  - 新校舎完工
  - 5月 - 給食室設置。完全給食化
  - 11月19日 - 新校舎落成記念式典
- 1996年（平成8年）
  - 2月10日 - 武道場落成記念式典
  - 10月31日 - 創立30周年記念式典挙行
- 1998年（平成10年）8月23日 - 第28回全国中学校剣道大会　女子団体●優勝[4]
- 1999年（平成11年）8月22日 - 第29回全国中学校剣道大会　女子個人●優勝（三浦明子選手）[5]
- 2000年（平成12年）
  - 1月31日 - TBS子ども音楽コンクール全国大会●準優勝
  - 10月29日 - 日本管楽合奏コンテスト全国大会優秀賞　審査員特別賞
- 2006年（平成18年）11月19日 - 創立40周年記念式典挙行（会場：秋田県民会館）
- 2012年（平成24年）8月18日 - 第42回全国中学校剣道大会出場（女子団体）
- 2016年（平成28年）11月5日 - 創立50周年記念式典挙行（会場：秋田県民会館）
- 2020年（令和2年）10月21日 - 卒業記念植樹「はじまりの木」
- 2021年（令和3年）　1月7日 - 第1回jrウィンターカップ全国大会　本戦　優勝
- 2022年（令和4年) 2月4日 - 秋田県スポーツ賞　奨励賞受賞(女子1年　女子陸上100m東北1位)(女子陸上競技部　総合優勝)
  - 2022年（令和4年）8月6日 - 軟式野球東北大会第三位（全国大会出場）
- 2024年（令和6年）8月4日 - 卓球男子団体東北大会優勝（全国大会出場）

### 生徒数の推移
| 年度     | 生徒数 | 年度     | 生徒数 | 年度     | 生徒数 | 年度     | 生徒数 | 年度     | 生徒数 | 年度     | 生徒数 |
| -------- | ------ | -------- | ------ | -------- | ------ | -------- | ------ | -------- | ------ | -------- | ------ |
| 昭和41年 | 671名  | 昭和51年 | 1056名 | 昭和61年 | 1038名 | 平成8年  | 864名  | 平成18年 | 760名  | 平成28年 | 630名  |
| 昭和42年 | 729名  | 昭和52年 | 1134名 | 昭和62年 | 1058名 | 平成9年  | 865名  | 平成19年 | 769名  | 平成29年 | 572名  |
| 昭和43年 | 805名  | 昭和53年 | 1172名 | 昭和63年 | 1053名 | 平成10年 | 868名  | 平成20年 | 716名  | 平成30年 | 514名  |
| 昭和44年 | 873名  | 昭和54年 | 1200名 | 平成元年 | 1034名 | 平成11年 | 842名  | 平成21年 | 701名  | 令和元年 | 485名  |
| 昭和45年 | 899名  | 昭和55年 | 1256名 | 平成2年  | 983名  | 平成12年 | 832名  | 平成22年 | 673名  | 令和2年  | 523名  |
| 昭和46年 | 925名  | 昭和56年 | 1366名 | 平成3年  | 932名  | 平成13年 | 789名  | 平成23年 | 669名  | 令和3年  | 518名  |
| 昭和47年 | 989名  | 昭和57年 | 1470名 | 平成4年  | 906名  | 平成14年 | 785名  | 平成24年 | 632名  | 令和4年  | 532名  |
| 昭和48年 | 992名  | 昭和58年 | 1520名 | 平成5年  | 885名  | 平成15年 | 758名  | 平成25年 | 626名  | 令和5年  | 505名  |
| 昭和49年 | 1016名 | 昭和59年 | 977名  | 平成6年  | 877名  | 平成16年 | 742名  | 平成26年 | 607名  | 令和6年  | 505名  |
| 昭和50年 | 1015名 | 昭和60年 | 1038名 | 平成7年  | 853名  | 平成17年 | 752名  | 平成27年 | 635名  | 令和7年  | 502名  |

## 校章
校章の矢は旧秋田藩主佐竹候の紋章（矢留）を模したものであり、三本の矢羽根は、校訓の「礼節・協力・健康」を表す。「城」の文字は城南中学校を表す頭文字であり、「城」の文字を囲む六角形は、雪国秋田を表す雪の結晶でもある。デザイン・アイディアは中村虎之助。

## 校歌・応援歌
- 『秋田市立城南中学校校歌』 - 作詞 竹内暎二郎、作曲 大山会三郎
- 『躍進城南』
- 『城南健児』
- 応援歌『熱血』 - 作詞 石井寿一、作曲 奥田雄次郎
- 『生徒会賛歌　ああ城南』 - 作詞 鈴木幸雄、作曲 大越寿

## 立志の像
『立志の像』は秋田市立城南中学校のシンボルで、校舎前の市街を見下ろす位置に立っていたが、現在は正面玄関前に移設している。製作者は、彫刻家の小柳力。
仁井田、四ツ小屋、上北手の三つの中学校が統合して出来た学校だけに、全校生徒に何か一つ心の拠り所になるものはないかと創設当時の教師や生徒が考えたのが『立志の像』である。この像は等身大の少年少女の姿を白色セメントで仕上げたもので、約1.6mの台座に立つ。1971年12月に除幕している。
少年の立像は北極星を指差し、より高く、勇ましく、きびしい北風に向かっても我が志を貫き進む姿を表す。少女の座像は海のように深く、広く、おおらかな気持ちを失わないようにということを表している。未来に対する限りない希望、毎日のきびしい生活の中でも自分自身をしっかりと見つめ逞しく生きてほしいと願い、生徒の心に明日への前進を決意させる象徴である。

## 行事
- 毎年4月 - 立志の式（新入生）
- 1999年（平成11年）11月16日 - 永六輔　講演会 開催（ふるさと子どもドリーム支援事業）
- 2001年（平成13年）11月5日 - 大石邦子（エッセイスト）　講演会 開催（ふるさと子どもドリーム支援事業）
- 2002年（平成14年）11月5日 - 倉田よしみ（漫画家）　講演会 開催（ふるさと子どもドリームアップ事業）
- 2003年（平成15年）10月31日 - 小森美登里（NPO法人理事）　講演会 開催　「やさしい心」と「いのち」の大切さについて
- 2005年（平成17年）10月23日 - 佐々木ひでお（詩画人）　講話会 開催
- 2006年（平成18年）11月19日 - 伊藤秀志　講演会 開催
- 2007年（平成19年）11月16日 - 加藤廣志　ドリーム講演会 開催
- 2008年（平成20年）11月12日 - 小野巧（元秋田高校野球部監督）　講演会 開催

## 委員会活動
- 生徒会執行部
- 代議員会
- 学習委員会
- 生活委員会
- 厚生委員会
- 環境整備委員会
- 選挙管理委員会（後学期は消滅）

## 部活動

### 運動部
- 軟式野球
- サッカー
- バレーボール（男・女）
- バスケットボール（男・女）
- 卓球（男・女）
- 水泳
- ソフトテニス
- ソフトボール
- 陸上競技
- 剣道
- 柔道

### 文化部
- 吹奏楽
- 美術
- 科学
- 演劇

## 進学前小学校
- 秋田市立牛島小学校[6]
- 秋田市立大住小学校[6]
- 秋田市立上北手小学校[6]

## 著名出身者
- 高橋潤哉 (サッカー選手)
- 山瀬まみ (タレント)